# Stuart Woods
Pour les articles homonymes, voir Woods.
Œuvres principales
- Échange mortel

Stuart Woods, né Stuart Lee le 9 janvier 1938 à Manchester, petite ville de l'État de Géorgie et mort le 22 juillet 2022 à Litchfield, Connecticut, est un écrivain américain, auteur de thrillers. Avec le roman Échange mortel, il remporte en 1997 le Grand Prix de littérature policière.

## Biographie
Né Stuart Lee, il adopte légalement le nom de son beau-père en 1955. Diplômé de l'université de Géorgie, il s'installe à New York en 1960. Il y travaille pendant dix ans dans le milieu de la publicité, puis poursuit cette carrière à Londres et Dublin.
Après avoir publié des récits de voyages et des guides touristiques, il se lance dans le roman policier et remporte l'Edgar du meilleur premier roman policier avec Chiefs (1981). Reprenant le thème de l'échange de crimes de L'Inconnu du Nord-Express de Patricia Highsmith, il publie Échange mortel (1995) qui remporte en France le Grand Prix de littérature policière. Certaines de ses œuvres mêlent le roman d'enquête et le fantastique, notamment Au fond du lac (1987), aussi traduit en France sous le titre Le Lac aux sortilèges.
Auteur prolifique, il a également fait paraître plusieurs séries policières très standards. La plus importante, qui compte une vingtaine de titres, est consacrée à Stone Barrington, un ancien policier devenu avocat à New York. Les autres, plus courtes, mettent en scène soit l'assistant politique Will Lee, soit l'avocat de Santa Fe Ed Eagle, soit le chef de police floridien Holly Barker, ou encore, l'intrépide Rick Barron. Ces divers héros font parfois de courtes apparitions dans les romans centrés sur l'un ou l'autre d'entre eux.

## Œuvre

### Romans

#### SérieStone Barrington
- New York Dead, 1991 Publié en français sous le titre Mort à New York, traduit par Hugues de Giorgis, Paris, Éditions de Fallois, 2002 ; réédition, Paris, LGF, Le Livre de poche no 37182, 2006
- Dirt, 1996 Publié en français sous le titre Anonymement vôtre, traduit par Hugues de Giorgis, Paris, Éditions de Fallois, 1999 ; réédition, Paris, LGF, Le Livre de poche no 17145, 2000
- Dead in the Water, 1997 Publié en français sous le titre La Mort entre deux eaux, traduit par Hugues de Giorgis, Paris, Éditions de Fallois, 1998 ; réédition, Paris, LGF, Le Livre de poche no 17101, 1999
- Swimming to Catalina, 1998
- Worst Fears Realized, 1999
- L.A. Dead, 2000
- Cold Paradise, 2001
- The Short Forever, 2002
- Dirty Work, 2003 Publié en français sous le titre Un très sale boulot, traduit par Hugues de Giorgis, Paris, Éditions de Fallois, 2005 ; réédition, Paris, L'Archipel, Archipoche no 75, 2008
- Reckless Abandon, 2004 Publié en français sous le titre Abandon sans scrupule, traduit par Sébastien Danchin, Paris, Éditions de Fallois, 2008
- Two-Dollar Bill, 2005
- Dark Harbor, 2006
- Fresh Disasters, 2007
- Shoot Him If He Runs, 2007
- Hot Mahogany, 2008
- Loitering With Intent, 2009
- Kisser, 2009
- Lucid Intervals, 2010
- Strategic Moves, 2011
- Bel-Air Dead, 2011
- Son of Stone, 2011
- D.C. Dead, 2011
- Unnatural Acts, 2012
- Severe Clear, 2012
- Collateral Damage, 2013
- Unintended Consequences, 2013
- Doing Hard Time, 2013
- Standup Guy, 2014
- Carnal Curiosity, 2014
- Cut ans Thrust, 2014
- Paris Match (2014)
- Insatiable Appetites (2015)
- Hot Pursuit (2015)
- Naked Greed (2015)
- Foreign Affairs (2015)
- Scandalous Behavior (2016)
- Family Jewels (2016)
- Dishonorable Intentions (2016)
- Sex, Lies, and Serious Money (2016)
- Below the Belt (2017)
- Fast & Loose (2017)
- Indecent Exposure (2017)
- Quick & Dirty (2017)
- Unbound (2018)
- Shoot First (2018)
- Turbulence (2018)
- Desperate Measures (2018)
- A Delicate Touch (2018)
- Wild Card (2019)
- Contraband (2019)
- Stealth (2019)
- Treason (2020)
- Hit List (2020)
- Choppy Water (2020)
- Shakeup (2020)
- Hush-Hush (2020)
- Double Jeopardy (2021)
- Class Act (2021)
- Foul Play (2021)
- Criminal Mischief (2021)
- A Safe House (2022)

#### SérieWill Lee
- Run Before the Wind, 1983
- Deep Lie, 1986
- Grass Roots, 1989 ; publié en français sous le titre Parade dans un recueil Selection du Livre, Editions The Reader's Digest, 1991,  (ISBN 2709803518)
- The Run, 2000
- Capital Crimes, 2003
- Mounting Fears, 2008

#### SérieEd Eagle
- Sante Fe Rules, 1992
- Short Straw, 2006
- Sante Fe Dead, 2008
- Sante Fe Edge, 2010

#### SérieHolly Barker
- Orchid Beach, 1998
- Orchid Blues, 2001
- Blood Orchid, 2002
- Iron Orchid, 2005
- Hothouse Orchid, 2009

#### SérieRick Barron
- The Prince of Beverly Hills, 2004
- Beverly Hills Dead, 2008

#### SérieTeddy Fay
Coécrit avec Parnell Hall
- Smooth Operator (2016)
- The Money Shot (2018)
- Skin Game (2019)
- Bombshell (2020)

Coécrit avec Bryon Quertermous
- Jackpot (2021)

Coécrit avec Brett Battles
- Obsession (2023)

#### Autres romans
- Chiefs, 1981
- Under the Lake, 1987 Publié en français sous le titre Au fond du lac, traduit par Jacques Martinache, Paris, Presses de la Cité, 1988 Publié en français dans une autre traduction sous le titre Le Lac aux sortilèges, traduit par Gérard de Chergé, Paris, Éditions de Fallois, 2001 ; réédition, Paris, LGF, Le Livre de poche no 17278, 2003 Un journaliste est payé par un milliardaire pour écrire sa biographie afin qu'il puisse se présenter aux élections présidentielles. Ce milliardaire se moque de Jimmy Carter, persuadé que jamais les électeurs n'éliront un vendeur de cacahuètes comme président. Sauf que ce milliardaire est lui-même spécialisé dans l'élevage de poulets... Non loin d'un petit village, le journaliste s'installe au bord d'un lac artificiel pour écrire la biographie. Lui apparaît un mystérieux fantôme. Puis, celui qui dirigeait le village est assassiné. Il paraissait un homme peu intègre, mais l'enquête du journaliste révèle qu'il était animé de bonnes intentions. En outre, vingt ou trente ans auparavant, le shérif a tué sa maîtresse qui elle-même avait assassiné ses parents et sa sœur. Maintenant, le shérif est impliqué un trafic de drogues. Il meurt peu après avoir failli tuer sa propre fille. Le journaliste sauvera la vie du shérif du comté.
- Palindrome, 1992 Publié en français sous le titre Cyclone, traduit par Michel Demuth, Paris, Presses de la Cité, 1992
- L.A. Times, 1993 Publié en français sous le titre Hollywood Mafia, traduit par Jacques Martinache, Paris, Éditions de Fallois, 1999 ; réédition, Paris, LGF, Le Livre de poche no 17112, 2000
- Dead Eyes, 1994 Publié en français sous le titre La Mort en face, traduit par Jacques Martinache, Paris, Presses de la Cité, 1995
- Heat, 1994 Publié en français sous le titre Piège à flic, traduit par Hugues de Giorgis, Paris, Éditions de Fallois, 1998 ; réédition, Paris, LGF, Le Livre de poche no 17078, 1999
- Imperfect Strangers, 1995 (Grand prix de littérature policière) Publié en français sous le titre Échange mortel, traduit par Gérard de Chergé, Paris, Éditions de Fallois, 1997 ; réédition, Paris, LGF, Le Livre de poche no 17040, 2000
- Choke, 1995 Publié en français sous le titre La Veuve noire, traduit par Maryse Leynaud, Paris, Éditions de Fallois, 1997 ; réédition, Paris, LGF, Le Livre de poche no 17050, 1998
- Barely Legal (2017) coécrit avec Parnell Hall

### Autres publications
- Blue Water, Green Skipper, 1977
- A Romantic's Guide to the Country Inns of Britain and Ireland, 1979 Publié en français sous le titre Guide illustré des auberges romantiques et gîtes ruraux. Angleterre, Écosse, Irlande, Paris, Albin Michel, 1980

## Prix et nomination

### Prix
- Prix Edgar-Allan-Poe 1982 du meilleur premier roman pour Chiefs[1]
- Grand prix de littérature policière 1997 pour Échange mortel[2]

### Nomination
- Prix Edgar-Allan-Poe 1992 du meilleur roman pour Palindrome[1]

## Source
- Claude Mesplède (dir.), Dictionnaire des littératures policières, vol. 2 : J - Z, Nantes, Joseph K, coll. « Temps noir », 2007, 1086 p. (ISBN 978-2-910-68645-1, OCLC 315873361), p. 1048-1049.